# Alessandro Gherardini

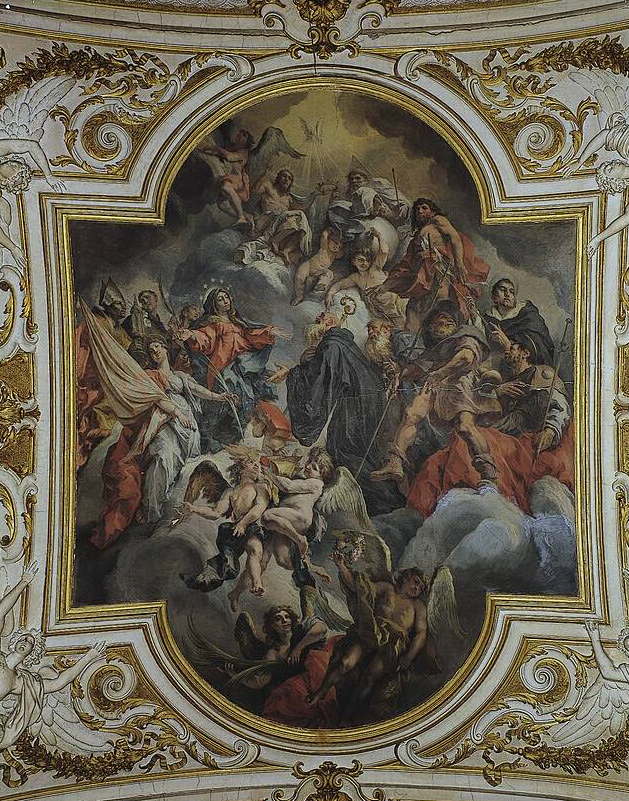
Frescos de Santa Maria degli Angeli, Pistoia.

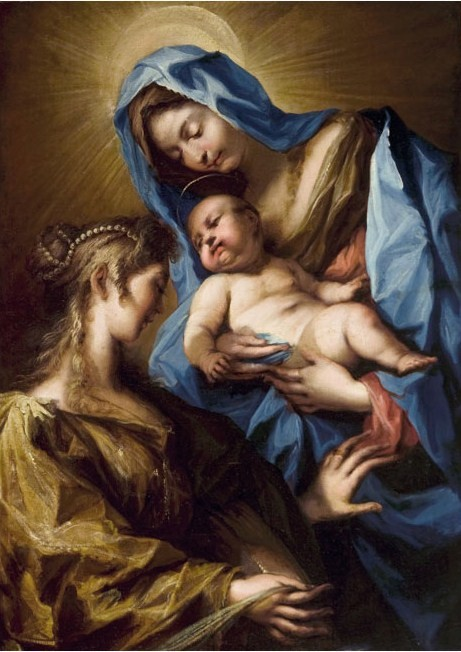
Desposorios místicos de Santa Catalina de Alejandría.

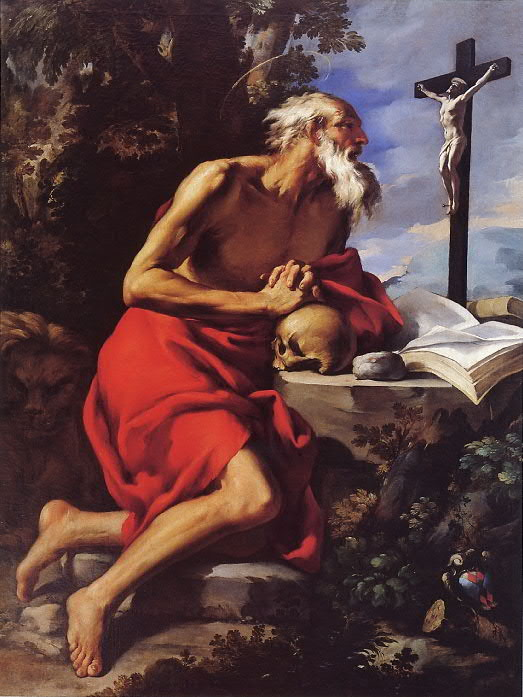
San Jerónimo penitente.

Alessandro Gherardini (Florencia, 16 de noviembre de 1655 - Livorno, 1726), pintor italiano activo durante el barroco tardío.

## Biografía
Comenzó siendo alumno de Alessandro Rosi, a través de quien recibió el influjo de los maestros de éste, Cesare Dandini y Pietro da Cortona. Hacia 1675 viajó a la ciudad toscana de Pontremoli, situada en el área de influencia de las escuelas pictóricas de Emilia y Liguria.
Posteriormente Gherardini viajaría por todo el norte de Italia, estableciéndose en Parma durante un tiempo, donde trabajó en la cartuja. El año 1688 marca su retorno a Florencia. Para el Gran Duque Fernando I de Médici decoró una capilla del Palazzo Pitti y pintó el techo de Villa Médici en Castello con una Asunción de la Virgen.
Su estilo revela el conocimiento del legado de la Escuela veneciana, especialmente de Paolo Veronese, pero esta influencia se vio relegada por la de Luca Giordano, que había realizado en Florencia importantes comisiones durante su ausencia. Esta vena giordanesca se puede observar claramente en el primer trabajo público de Gherardini en la capital toscana, el Triunfo de la Fe de la bóveda de San Jacopo tra i Fossi, así como en las obras realizadas en Pontremoli durante este mismo período, como el Milagro de San Nicolás de Bari o las Alegorías de la Villa Dosi en Chiosi.
Gherardini fue maestro del pintor Sebastiano Galeotti, aunque la influencia de sus evanescentes figuras puede encontrarse en otros pintores florentinos de la siguiente generación, como Giovanni Camillo Sagrestani o Giovanni Battista Ranieri del Pace.

## Obras destacadas
- Transfiguración (Santa Cristina, Pontremoli)
- Martirio de Santa Cristina (Santa Cristina, Pontremoli)
- Frescos del Palazzo Negri (Pontremoli)
  - Sansón destruye el templo de los filisteos (destruido)
- Frescos de Villa Medici en Castello
  - Asunción de la Virgen
- Moisés salvado de las aguas (Neue Residenz Staatsgalerie, Bamberg)
- Salomón y la reina de Saba (Neues Schloss, Schleissheim)
- Milagro de San Nicolás de Bari (1689, Palazzo Dosi, Pontremoli)
- Triunfo de la Fe (1690, San Jacopo tra i Fossi, Florencia)
- Virtudes Teologales (Palazzo Dosi, Pontremoli)
- Alegoría de la Guerra (Palazzo Dosi, Pontremoli)
- Virgen con el Niño y Santa Ana (Ospedale di San Giovanni di Dio, Florencia)
- Triunfo de la Noche (1692, Galleria Corsini, Florencia), fresco en colaboración con Rinaldo Botti.
- Las Artes Liberales lloran la destrucción de su obra (1693, Galleria Corsini, Florencia), fresco.
- Ceres y Pan (1693, Galleria Corsini, Florencia), fresco.
- Nacimiento de la Virgen (1694, San Frediano in Cestello, Florencia)
- Coronación de la Virgen (1694, Santo Spirito, Florencia)
- Virgen de la Asunción (1697, San Niccolò, Prato)
- Exaltación de Santa Mónica (1697, Santa Trinità, Florencia)
- La forja de Vulcano (1698, Palazzo Ginori, Florencia)
- Baco y Ceres (1698, Palazzo Ginori, Florencia)
- Asunción de la Virgen (1699, Santissima Annunziata, Lucignano)
- Tránsito de San José (1699, San Pietro a Varlungo, Florencia), fresco.
- Virgen con el Niño y San Felipe Neri y los monaguillos a sus pies (c. 1699, Tabernáculo della Quarquonia, Florencia), fresco.
- Frescos del Palazzo Gianni-Lucchesini-Vegni (Florencia)
  - Fertilidad
  - Abundancia
  - Historia de la Familia Medicis
- Frescos de San Giorgio alla Costa (1705-08, Florencia)
  - Gloria de San Jorge (1705)
- Deposición (1705, San Giorgio alla Costa), lienzo.
- Frescos del Santuario de Santa Verdiana (1708, Castelfiorentino)
  - Virgen de la Asunción entre San Antonio Abad y Santa Verdiana
- Crucifixión (1710, Santa Maria Assunta, Bagno di Romagna)
- Desposorios místicos de Santa Catalina (c. 1712-15, Colección privada, Florencia)
- Frescos de la cúpula del Convento di San Marco (1717, Florencia)
- Frescos de Santa Elisabetta delle Convertite (Florencia)
  - Gloria de Santa Maria Magdalena de' Pazzi
- Frescos de Santa Giulia (Livorno)
  - Escenas de la Vida de San Raniero